# Nizas (Hérault)
Nizas (okzitanisch: Nisàs) ist ein Ort und eine südfranzösische Gemeinde mit 661 Einwohnern (Stand: 1. Januar 2022) im Département Hérault in der Region Okzitanien. Die Gemeinde gehört zum Arrondissement Béziers und zum Kanton Mèze. Die Einwohner werden Nizaçois genannt.

## Lage
Nizas liegt etwa 24 Kilometer nordöstlich von Béziers bzw. etwa 39 Kilometer westsüdwestlich von Montpellier am Hérault. Umgeben wird Nizas von den Nachbargemeinden Fontès im Nordwesten und Norden, Adissan im Norden, Paulhan im Nordosten, Cazouls-d’Hérault im Osten und Südosten, Lézignan-la-Cèbe im Südosten und Süden, Pézenas im Süden sowie Caux im Westen.
Durch den Osten der Gemeinde führt die Autoroute A75. Im Süden liegt der Flugplatz Pézenas-Nizas.
Der Ort gehört zum Weinbaugebiet Clairette du Languedoc.

## Bevölkerungsentwicklung
| Jahr                       | 1962 | 1968 | 1975 | 1982 | 1990 | 1999 | 2006 | 2019 |
| Einwohner                  | 506  | 504  | 391  | 398  | 459  | 525  | 542  | 677  |
| Quellen: Cassini und INSEE |      |      |      |      |      |      |      |      |

## Sehenswürdigkeiten
- Kirche Notre-Dame
- Turm
- Burg Carrion-Nizas
- Platz des Greifen (Place du Griffe)

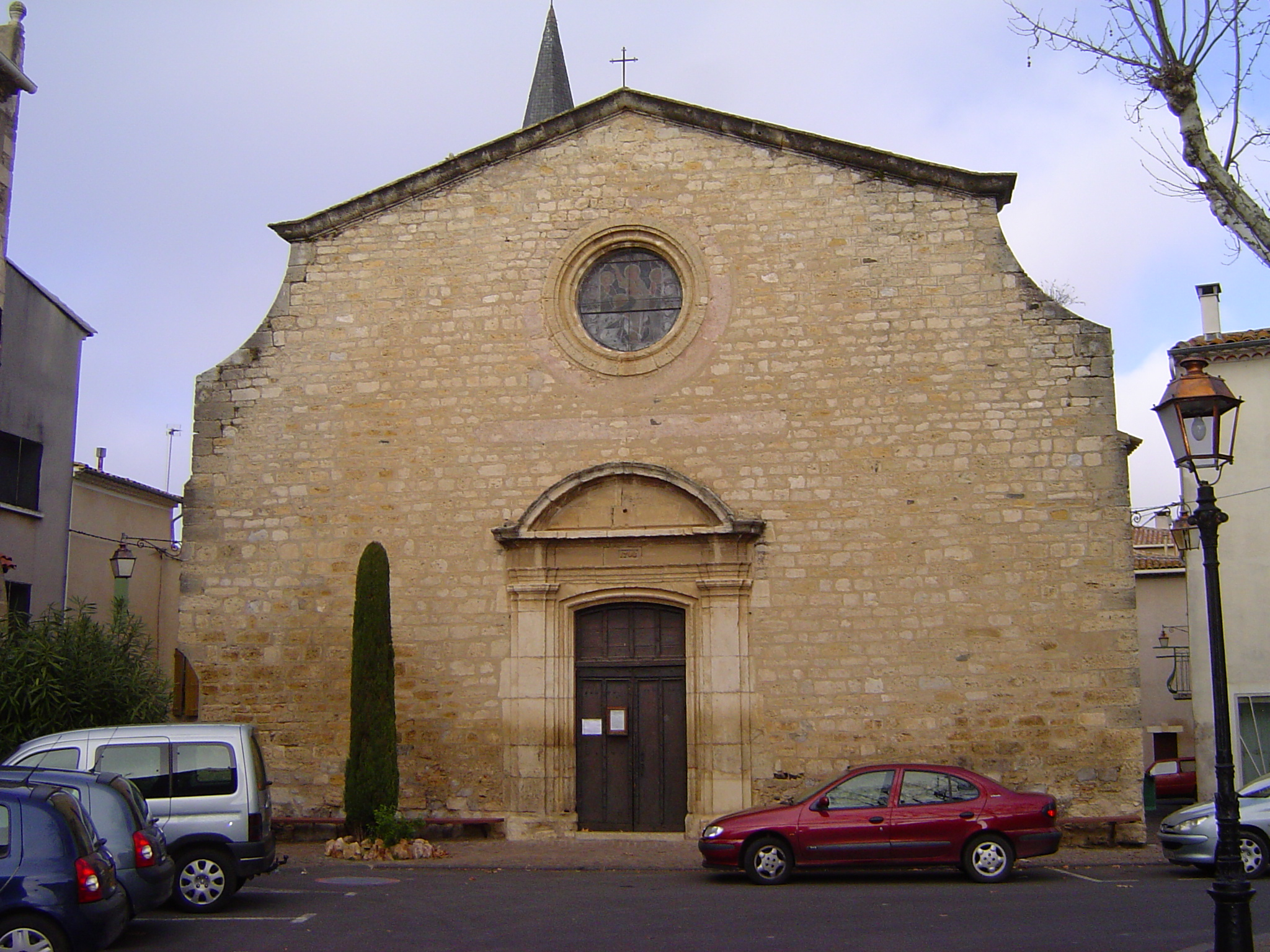
Kirche Notre-Dame
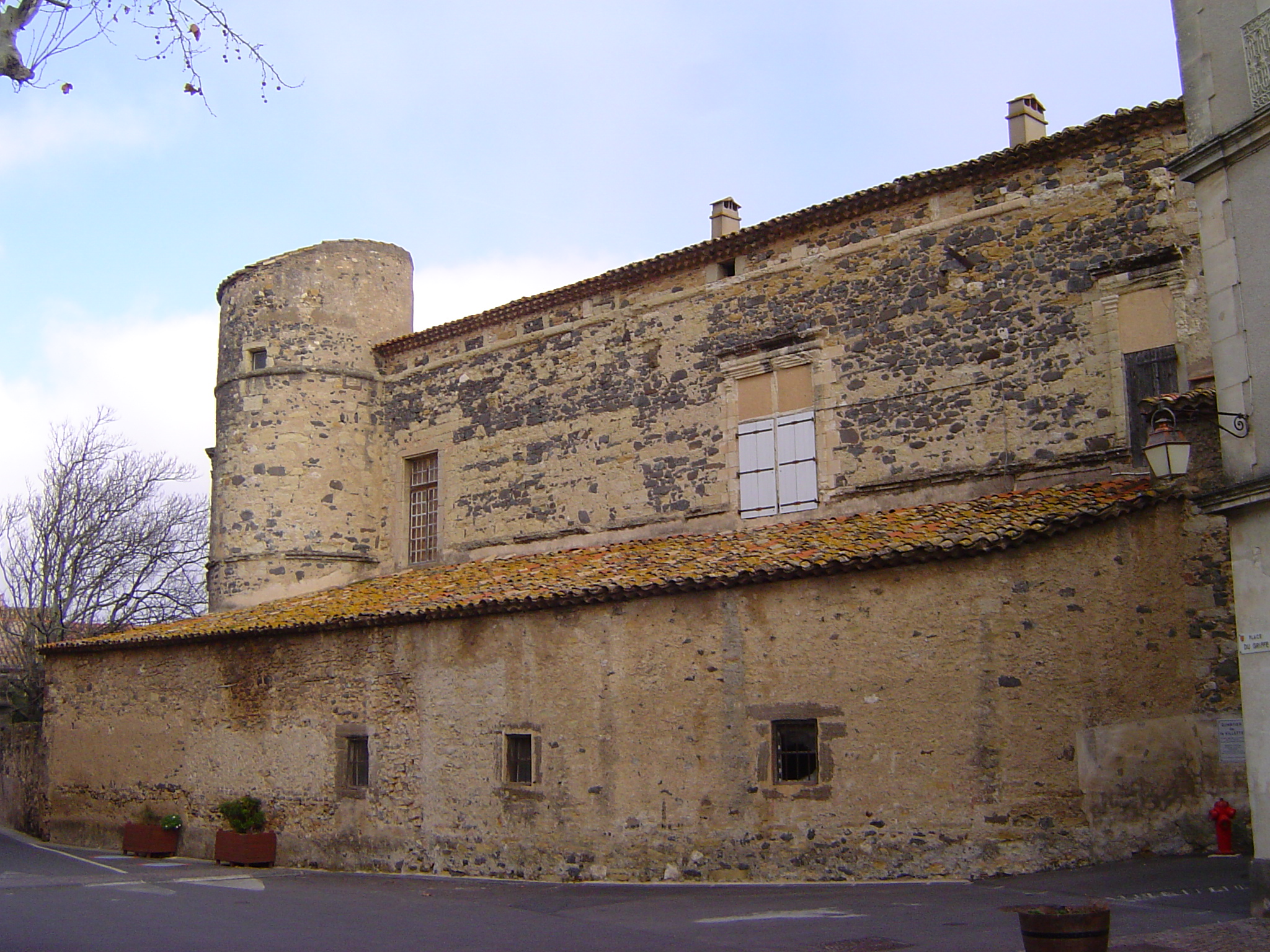
Burg Carrion-Nizas